# Koenraad van Parzham
Koenraad van Parzham, geboren Johannes Birndorfer, (Parzham (Beieren), 22 december 1818 – Altötting, 21 april 1894) was een Duits lekenbroeder en behoort sinds 1934 tot de heiligen binnen de Rooms-Katholieke Kerk. Zijn feestdag is 21 april.

## Biografie
Koenraad was het elfde kind uit een landbouwersgezin van 12. Al op vroege leeftijd werd hij aangetrokken tot het vrome leven, maar werd keer op keer niet toegelaten tot het klooster. Op 30-jarige leeftijd trad hij uiteindelijk toe tot de derde orde van de kapucijnen, waarbij hij de naam Koenraad aannam. Koenraad werd bij het Schrijn van Onze-Lieve-Vrouw van Altötting te werk gesteld als portier, een functie die hij 41 jaar zou vervullen. Bekend van hem is, dat hij zich bezighield met werken van liefdadigheid zoals hulp aan de armen en opvang van pelgrims. Ook werkte hij veel met de plaatselijke jeugd, die hij onderwees in geloofszaken.
Op 21 april 1894 overleed Koenraad van Parzham. Hij werd begraven in het klooster van Altötting, dat in 1953 omgedoopt werd tot de Bruder-Konrad-Kirche.
In 1930 werd Koenraad door paus Pius XI zalig verklaard, gevolgd door zijn heiligverklaring in 1934. Koenraad van Parzham geldt o.a. als de patroonheilige van Passau. In de kunst wordt hij vaak afgebeeld als portier die brood uitdeelt.
Bij zijn bezoek aan Altötting in 2006 eerde paus Benedictus XVI in zijn preek de broeder met name voor zijn nederigheid.